# Hernâni Neves
Hernâni Madruga Neves (Mourão, 2 de novembro de 1963) é um ex-futebolista português, que também foi jogador da Seleção Portuguesa de futebol de praia, chegando a ser o capitão até 2008. Venceu o prémio de melhor jogador do Campeonato de Mundo de Futebol de Praia, em 2001.
Jogou por Vitória de Setúbal, Farense, Benfica e Desportivo de Beja. Pela Seleção Portuguesa de Futebol, foram 2 jogos entre 1987 e 1990.

## Títulos

### Futebol de campo
Benfica
- Primeira Liga: 1988–89, 1990–91, 1993–94
- Taça de Portugal: 1992–93

### Futebol de praia
Cavalieri del Mare
- Supercopa Italiana: 2008

Seleção Portuguesa
- Mundialito de Futebol de Praia: 2003, 2008
- Copa do Mundo de Futebol de Areia: 2001
- Liga Europeia de Futebol de Praia: 2002, 2007, 2008
- Copa Latina: 2000

### Individuais
- Melhor jogador do Campeonato de Mundo de Futebol de Praia: 2001%
- Melhor jogador do Mundialito de Futebol de Praia: 2004